# Johann Baptist Laßleben
Johann Baptist Laßleben (* 5. März 1864 in Lupburg; † 14. Februar 1928 in Kallmünz) war ein deutscher Lehrer, Heimatforscher und Verleger.

## Leben
Laßleben wurde als Sohn des Gastwirts und Metzgers Josef Laßleben und dessen Frau Walburga Ferstl geboren. Er besuchte das Lehrerseminar (das heutige Max-Reger-Gymnasium Amberg), wo er 1884 das Examen ablegte. Nach dem Studium nahm er 1889 eine Stelle als Lehrer in Kallmünz an.

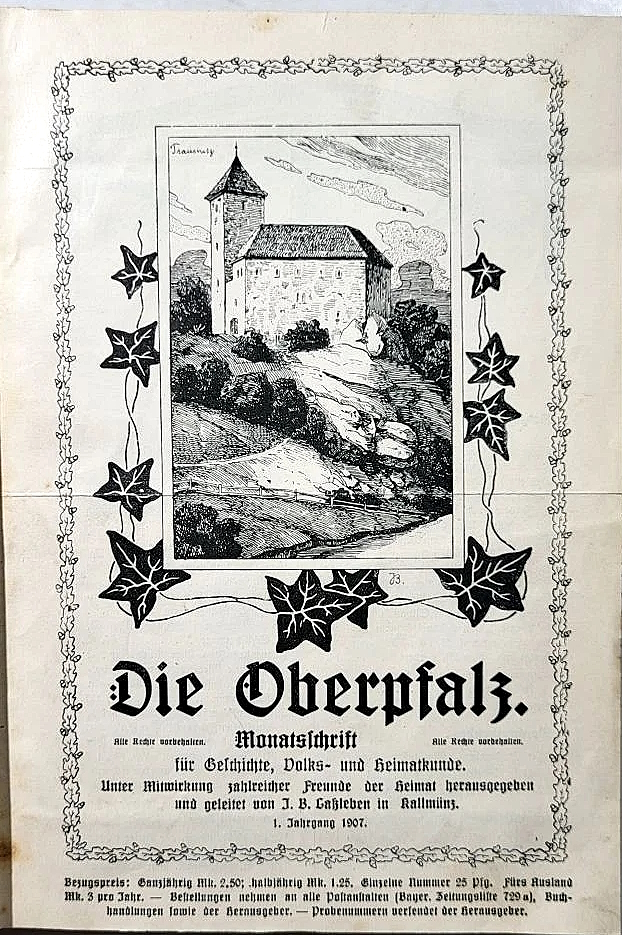
Zeitschrift Die Oberpfalz 1. Jahrgang, 1907

Neben dem Beruf beschäftigte Laßleben sich intensiv mit der Geschichte seiner Oberpfälzer Heimat. 1907 rief er die im Eigenverlag erscheinende Heimatzeitschrift Die Oberpfalz ins Leben, die bis heute eine der bedeutendsten heimatgeschichtlichen Monatszeitschriften in Bayern geblieben ist.
Nach seinem Tod führte sein Sohn Michael Laßleben Verlag und Zeitschrift weiter, die Tochter Barbara Bredow-Laßleben (1896–1962) fungierte als Schriftleiterin und sein Sohn Hans Laßleben bis zur Einberufung 1939 als Grafiker.